# Torneo Nacional de Clubes 2011
El Torneo Nacional de Clubes de 2011 fue la décimo-octava edición del torneo organizado por la Unión Argentina de Rugby que reúne a los mejores clubes de la URBA y del Torneo del Interior. Se llevó a cabo el 19 y el 26 de noviembre de 2011 y, al igual que en la temporada 2009, el torneo volvió a disputarse en un formato reducido, clasificando solo cuatro equipos: los finalistas de la URBA y los finalistas del Torneo del Interior.
Esta fue la tercera final en la historia del torneo en resolverse entre dos equipos del interior, tras la eliminación de los clubes de la URBA en semifinales. Debido al nuevo formato, la final entre Duendes de Rosario y La Tablada de Córdoba no solo fue una reedición de la final de 1999, sino también de la final del Torneo del Interior 2011, ambas de las cuales resultaron en victorias para el club cordobés.
Duendes se impuso 26-23 en la final, consiguiendo así su tercer Nacional de Clubes y el quinto para un equipo del Interior. El conjunto rosarino revirtió el resultado en los últimos minutos del partido a través de un try de Simón Bofelli, jugador que formó parte de los tres títulos de Duendes en el torneo y que fue elegido como el mejor jugador de la final.
El torneo fue suspendido por la Unión Argentina de Rugby luego de esta temporada por razones organizativas y de calendario, reanudándose recién en 2014. Además, a partir de esta temporada la UAR comenzó a organizar el Torneo Nacional de Clubes Femenino, la versión femenina del torneo.

## Equipos participantes
Clasificaron al torneo cuatro equipos: los finalistas del Top 14 de la URBA 2011 y los finalistas del Torneo del Interior A 2011.
| Club            | Vía de clasificación                       | Unión de origen                |
| --------------- | ------------------------------------------ | ------------------------------ |
| San Isidro Club | Campeón del Top 14 de la URBA 2011.        | Unión de Rugby de Buenos Aires |
| Alumni          | Subcampeón del Top 14 de la URBA 2011.     | Unión de Rugby de Buenos Aires |
| La Tablada      | Campeón del Torneo del Interior A 2011.    | Unión Cordobesa de Rugby       |
| Duendes         | Subcampeón del Torneo del Interior A 2011. | Unión de Rugby de Rosario      |

## Cuadro de desarrollo
|  | Semifinales     | Semifinales     | Semifinales     |            |         | Final           | Final           | Final           |  |
|  | 19 de noviembre | 19 de noviembre | 19 de noviembre |            |         | 26 de noviembre | 26 de noviembre | 26 de noviembre |  |
|  |                 |                 |                 |            |         |                 |                 |                 |  |
|  |                 |                 |                 |            |         |                 |                 |                 |  |
|  | San Isidro Club | San Isidro Club | 20              |            |         |                 |                 |                 |  |
|  | San Isidro Club | San Isidro Club | 20              |            |         |                 |                 |                 |  |
|  | Duendes         | Duendes         | 30              |            |         |                 |                 |                 |  |
|  | Duendes         | Duendes         | 30              |            | Duendes | Duendes         | 26              |                 |  |
|  |                 |                 |                 |            | Duendes | Duendes         | 26              |                 |  |
|  |                 |                 | La Tablada      | La Tablada | 23      |                 |                 |                 |  |
|  | La Tablada      | La Tablada      | La Tablada      | La Tablada | 23      | 25'             |                 |                 |  |
|  | La Tablada      | La Tablada      |                 |            |         | 25'             |                 |                 |  |
|  | Alumni          | Alumni          | 12              |            |         |                 |                 |                 |  |
|  | Alumni          | Alumni          | 12              |            |         |                 |                 |                 |  |
|  |                 |                 |                 |            |         |                 |                 |                 |  |

## Semifinales
En semifinales, el campeón del Torneo de la URBA enfrentó al subcampeón del Torneo del Interior A y viceversa, con los campeones jugando de local.
| 19 de noviembre | San Isidro Club | 20 - 30 | Duendes | San Isidro Club, San Isidro          |                                      |
|                 |                 | Reporte |         | Árbitro(s): Javier Mancuso (Córdoba) | Árbitro(s): Javier Mancuso (Córdoba) |

| 19 de noviembre | La Tablada | 25 - 12 | Alumni | Club La Tablada, Córdoba           |                                    |
|                 |            | Reporte |        | Árbitro(s): Claudio Antonio (Cuyo) | Árbitro(s): Claudio Antonio (Cuyo) |

## Final
Duendes albergó la final al alternarse la localía de los partidos de semifinales.
| 26 de noviembre | Duendes | 26 - 23 | La Tablada | Duendes Rugby Club, Rosario                   |                                               |
|                 |         | Reporte |            | Árbitro(s): Francisco Pastrana (Buenos Aires) | Árbitro(s): Francisco Pastrana (Buenos Aires) |

| Bandera de la Provincia de Santa Fe |
| Duendes Campeón                     |
| Tercer título                       |